# تقرير مولر
تقرير مولر، المعروف في الدوائر الرسمية في أمريكا باسم تقرير عن التحقيق في التدخل الروسي في الانتخابات الرئاسية لعام 2016، هو تقرير رسمي يوثق نتائج واستنتاجات تحقيق المستشار القانوني الخاص روبرت مولر في الجهود الروسية للتدخل في انتخابات الولايات المتحدة الرئاسية لعام 2016 ، وفي مزاعم التآمر أو التنسيق  بين حملة دونالد ترامب الرئاسية والحكومة الروسية، وادعاءات تتهم ترامب بعرقلة سير العدالة،  وكذلك «أي أمور نشأت أو قد تنشأ مباشرة من التحقيق». وكان النائب العام للولايات المتحدة وليام بار ووزارة العدل الأمريكية قد أصدرا نسخة مُنَقّحة من التقرير المكون من 448 صفحة في 18 أبريل 2019. ويتضمن التقرير مجلدين: المجلد الأول (يتكون من الصفحات 1-207) يركز على التدخل الروسي والمسائل التي تتعلق بالتآمر والمجلد الثاني (يتكون من الصفحات 208-448) لمناقشة العرقلة المحتملة لسير لعدالة.
خلص التقرير إلى أن التدخل الروسي في الانتخابات الرئاسية لعام 2016 قد حدث «بطريقة شاملة ومنتظمة» و «انتهك القانون الجنائي الأمريكي.»  وسرد طريقتين حاولت روسيا عن طريقهما التأثير على نتائج الانتخابات: أولاً، عن طريق حملة شنتها وكالة أبحاث الإنترنت (IRA) الروسية علي وسائل التواصل الاجتماعي من أجل «تضخيم الخلاف السياسي والاجتماعي»،  وثانيًا عن طريق (القرصنة الإليكترونية) أو اختراق حواسيب حملة هيلاري كلينتون الرئاسية ومنظمات الحزب الديمقراطي الأمريكي وإطلاق رسائل البريد الإلكتروني الخاصة بهما في توقيت استراتيجي. وجد التقرير أدلة على وجود روابط متعددة بين الحكومة الروسية وحملة ترامب، والتي أدلى العديد من الأشخاص المرتبطين بالحملة بتصريحات كاذبة عنها وأعاقوا التحقيقات. ومع ذلك، لم يثبت التحقيق أن حملة ترامب قد «نسقت أو تآمرت مع الحكومة الروسية في أنشطتها للتدخل في الانتخابات»، ولم تتبعه أي تهم بموجب قوانين التآمر والقوانين التي تسوس العملاء الأجانب، باستثناء بول مانافورت وريك جيتس اللذان أدينا بارتكاب جرائم جنائية ترجع لفترة سابقة لحملة ترامب كانوا قد مارسوا فيها الضغط في الدوائر الأمريكية للتأثير على القرار لصالح حزب الأقاليم الأوكراني. 